# Schmaltzia leucantha
Schmaltzia leucantha là một loài thực vật có hoa trong họ Đào lộn hột. Loài này được (Jacq.) Small miêu tả khoa học đầu tiên năm 1913.